# NGC 367
NGC 367 é uma galáxia lenticular (S0) localizada na direcção da constelação de Cetus. Possui uma declinação de -12° 07' 42" e uma ascensão recta de 1 horas, 05 minutos e 48,9 segundos.
A galáxia NGC 367 foi descoberta em 1886 por Frank Müller.